# Адміністративний поділ Львова

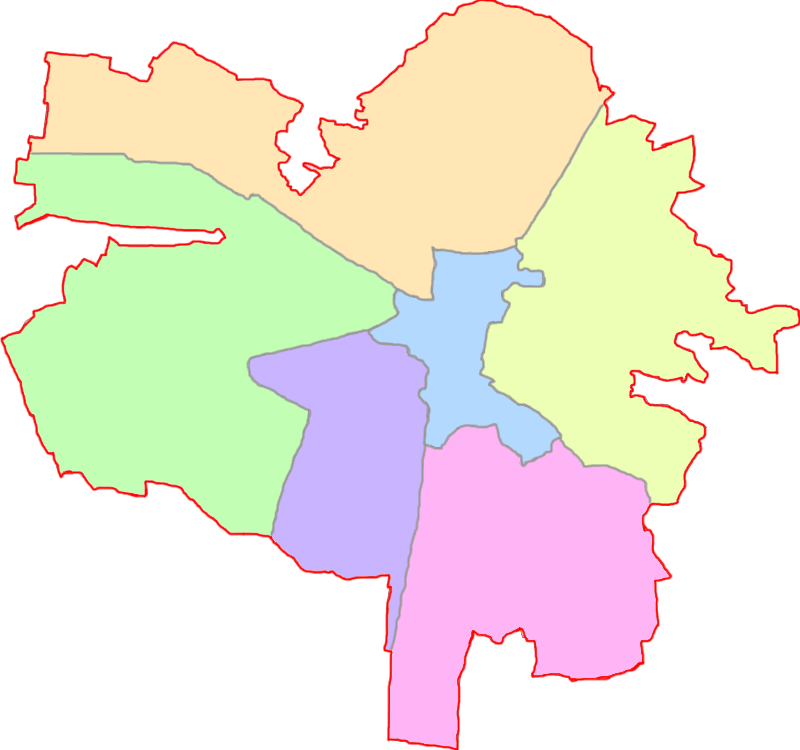
Сучасний адміністративний поділ:
Шевченківський район
Личаківський район
Сихівський район
Франківський район
Залізничний район
Галицький район

## Княже місто
У часи Галицько-Волинської держави стольні гради будувалися з розрахунку на дві частини: княжий замок-дитинець і місто, де жили люди.
Місто знаходилося навколо сучасної площі Старий Ринок. Трохи вище сучасної церкви святого Миколая стояли княжі палати, від яких йшла вулиця на Базарну площу (нині — Старий Ринок). Місто було оточене валами і двома захисними ровами. Княжий замок-дитинець знаходився на горі Високий замок і був укріплений валами, мурами і частоколом.

## Місто, обмежене мурами
Після завоювання Львова польськими військами король Казимир III звелів перенести Львів на нове місце, південніше княжого. Його центр був влаштований на площі Ринок, на якій стояла адміністративна споруда. Від неї відходять 8 вулиць на чотири сторони. Тоді Львів обмежувався сучасними проспектом Свободи, площами Міцкевича, Галицькою, Соборною, Митною, вулицями Підвальною, Лесі Українки. Місто було оточене муром (задвовжки — 1700 м, заввишки — 8 м, завтовшки — 2 м, укріпленим розташованими через кожні 60 м вежами), глибоким ровом та земляним валом.
Сьогодні ця територія входить до списку Світової Спадщини ЮНЕСКО під назвою «Ансамбль історичного центру Львова».
Всередині цього міста містилися, зокрема, український, вірменський та єврейський квартали, де селилися переважно представники відповідних етнічностей.

## Передмістя
З набуттям популярності нових методів ведення війни, коли потреба у містах-фортецях відпала, тодішня, австрійська, влада наказала розібрати навколо Львова мури. Так утворилися нові площі для забудови. Територія що вважалася містом, обмежувалася підніжжям Високого Замку, вулицями Винниченка, Івана Франка, Цитаделлю, Єзуїтським садом (нині — парк імені Івана Франка), вулицею Городоцькою, та сучасним проспектом Чорновола.
Також було 4 передмістя — територій, підпорядкованих Львівському магістратові, нещодавно приєднаних до Львова. Такий термін існував для означенням місцевостей, що за зовнішнім виглядом не нагадували місто, проте були йому підпорядковані, з метою відрізнення їх від традиційно забудованого міста на час їх інтеграції у міську забудову.
Жовківське передмістя розміщувалося на північ від історичного центру Львова, і включало в себе, в основному, Підзамче  — Підзамче) вздовж Волинського шляху сучасна вул.Б.Хмельницького та Габрієлівку  яка була в районі вул.Промислової поряд з трамвайним депо #2. Ці дві місцевості мали різні трамвайні зупинки , що закарбовано на схемах трамвайних ліній 1911р:  

Краківське передмістя розміщувалося західніше Старого міста. Воно охоплювало території Клепарова (по сучасну вулицю Клепарівську) та землі до сучасного залізничного вокзалу.
Галицьке передмістя включало в себе в основному території Цитаделі, обмежені вулицями Вітовського та Івана Франка, на південь від історичного центру.
Личаківське передмістя включало в себе території Личакова по вулицю Мечникова (на схід від історичного центру Львова).
Наприкінці XIX століття, коли недавньоприєднані до Львова землі повністю інтегрувалися в міське життя назва «передмістя» втратила смислове навантаження, тому вибула з вжитку. Тим часом (в основному на початку ХХ століття) до Львова приєднувалося дедалі більше земель, тому виникала потреба нового адміністративного поділу.

## Дільниці
У першій половині ХХ століття (у часи приналежності міста до Республіки Польща) у Львові діяла система дільниць: стара історична частина міста називалася Середмістям і напряму підпорядковувалася Львівському магістратові. Інші території, а це Левандівка, Софіївка, На Байках, Снопків, Цитадель, Погулянка, Вулька, Богданівка, Кастелівка, Личаків, Майорівка, Новий Львів, Підзамче та Цетнерівка були розподілені між п'ятьма дільницями: Галицькою, Краківською, «Новий Світ», Жовківською та Личаківською.
| Дільниця     | Місцевості, що увійшли до її складу              |
| Галицька     | Софіївка, Вулька, Снопків, Цитадель, Новий Львів |
| Краківська   | Левандівка, Клепарів                             |
| Жовківська   | Підзамче, території навколо площі Старий Ринок   |
| Личаківська  | Погулянка, Личаків, Майорівка, Цетнерівка        |
| «Новий Світ» | На Байках, Кастелівка, Богданівка                |

У кожній дільниці був дільничний поліцейський та свій представник у магістраті. Після входження Львова до складу Радянського Союзу система дільниць була ліквідована.

## Райони
13 грудня 1939 створено 4 райкоми КП(б)У Львова: Центрально-міський, Залізничний, Шевченківський і Червоноармійський. 
17 січня 1940 р. створено 4 райони: Сталінський район, Залізничний, Шевченківський і Червоноармійський.
(станом на 1940–1946–1951 р.р. 4 райони, 1952-1956 — п'ять районів, 1956-1972 — чотири, з 1973 утворений 5-й район). Праобразом Галицького та Личаківського стали відповідні дільниці, праобразом Шевченківського, Залізничного та Франківського стали Жовківська, Краківська дільниці та дільниця «Новий Світ» відповідно. У 2000 році з Галицького району було виділено Сихівський.
| Район          | Місцевості, що входять до його складу                                                                                    |
| Галицький      | Середмістя, Цитадель, Софіївка, Снопків (частково)                                                                       |
| Залізничний    | Рясне, Левандівка, Білогорща, Скнилівок, Сигнівка, Богданівка (частково)                                                 |
| Личаківський   | Личаків, Великі Кривчиці, Лисиничі, Майорівка, Погулянка, Снопків (частково), Знесіння, Кайзервальд, Цетнерівка, Ялівець |
| Франківський   | На байках, Богданівка (частково), Кульпарків, Кастелівка, Вулька                                                         |
| Шевченківський | Голоско, Замарстинів, Збоїща, Рясне, Клепарів, (Підзамче)                                                                |
| Сихівський     | Сихів, Пасіки, Пирогівка, Козельники, Боднарівка, Новий Львів, Персенківка, Снопків (частково)                           |